# Benjaminiola colorada
Benjaminiola colorada là một loài bướm đêm trong họ Noctuidae.